# Francesco de' Rossi
Francesco de' Rossi (Florence, 1510 – Rome, 11 november 1563) was een Italiaanse kunstschilder. Hij was afkomstig uit Florence en werkte verder in Rome, Bologna en Venetië. He is onder verschillende namen bekend, als Francesco Salviati of Il Salviati, maar ook als Francesco Rossi en Cecchino del Salviati.
In Rome kwam Francesco de' Rossi (Il Salviati) in aanraking met de door Michelangelo, Rafaël en Giulio Romano gecreëerde maniëristische schilderstijl en verspreide deze stijl verder in Noord-Italië. Naast zijn activiteiten als schilder van fresco's, was hij een gewilde en productieve portretschilder. Veel van zijn tekeningen en figuurstudies, maar ook ontwerpen voor wandtapijten zijn bewaard gebleven.

## Biografie
Francesco de' Rossi (Il Salviati) werd geboren als de zoon van een Florentijnse fluweelwever.  Zijn opleiding tot schilder ontving hij bij Giuliano Bugiardini (1475-1577), Baccio Bandinelli (1493-1560), Raffaele Brescianino en samen met Giorgio Vasari bij Andrea del Sarto. In diens werkplaats voltooide hij tussen 1529 en 1530 zijn leertijd. In 1531 reisde hij, net als veel van de kunstenaars die na de Plundering van Rome (1527) de stad hadden verlaten, naar Rome, waar pausen en aristocratische families hun levens hervatten en opdrachten voor schilderwerk verstrekten. Daar ontmoette hij opnieuw Giorgio Vasari, met wie hij een levenslange vriendschap zou onderhouden. 
In Rome bestudeerde hij de innovatieve werken van Michelangelo, Rafaël en Giulio Romano. De invloed van deze kunstenaars karakteriseert de schilderstijl van de' Rossi (Il Salviati). Hij ontving zijn eerste opdracht in Rome van de Florentijnse kardinaal Giovanni Salvati, een oom van Cosimo I de' Medici. De kardinaal gaf hem de opdracht fresco's in het Palazzo Salviati te schilderen. Van nu af aan nam hij de naam van zijn beschermheer aan, Salviati. Salviati reisde vervolgens naar Noord-Italiaanse steden, zoals Venetië, Bologna, en zijn geboorteplaats Florence en schilderde fresco's in kastelen, paleizen, kerken en kloosters. Korte tijd werkte hij in Frankrijk op het kasteel van Dampierre van prins Charles van Lorraine (1555/57), maar keer op keer keerde hij terug in Rome voor korte of langere tijd. 
Naast de fresco's in paleizen en kerken schilderde hij altaarstukken en Madonna-afbeeldingen. Af en toe werden fresco's uitgevoerd in samenwerking met andere schilders, zoals Jacopino del Conte en Daniele da Volterra en vooral met Vasari.
De fresco's van Salviati zijn te vinden:
- In Rome in het Vaticaan, in het Palazzo Farnese, in de kerk van Santa Maria dell'Anima, in de Chigi-kapel in de Santa Maria del Popolo, in de kapel van San Giovanni Decollato, in het Palazzo Farnese, in het Palazzo Ricci-Sacchetti, in de Sala Paolina van de Engelenburcht, in het Palazzo Della Rovere.
- In Florence in de kamers van de Eleonora van Toledo en in de hal van de Udienza in het Palazzo Vecchio.
- In Venetië in het Palazzo Grimani en in de Biblioteca Nazionale Marciana .

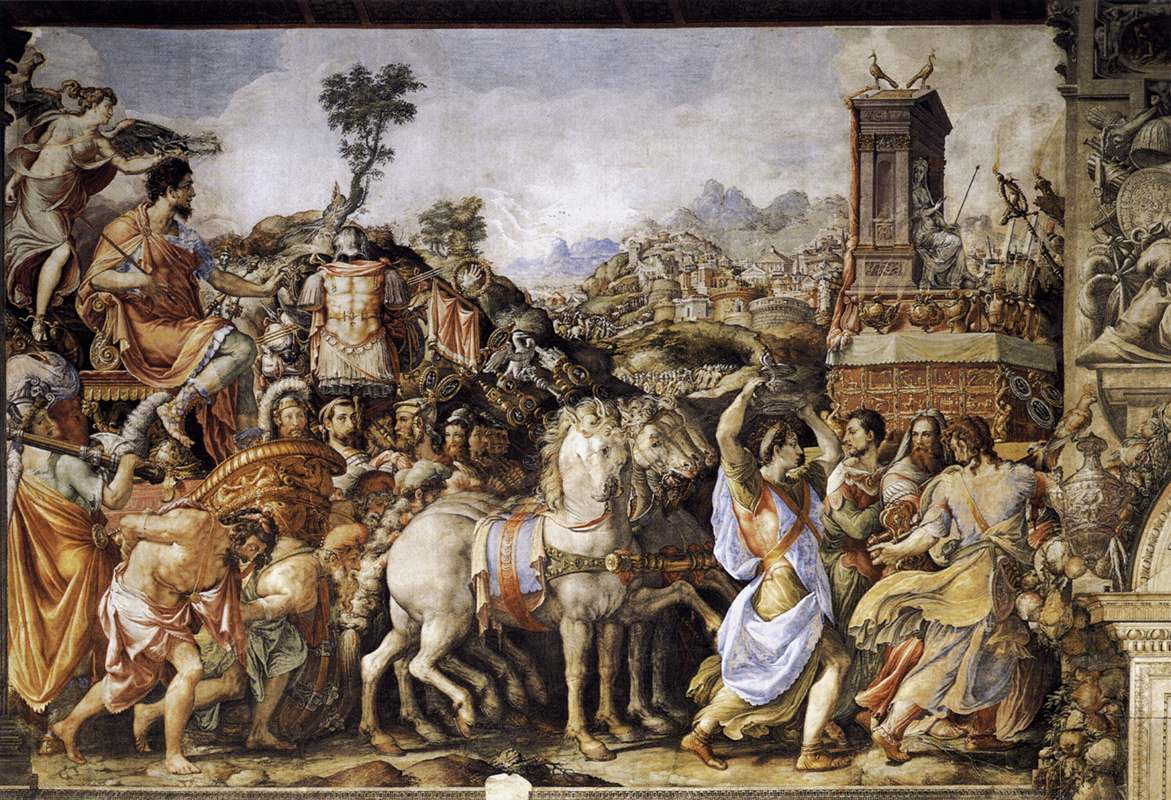
Triomfantelijke processie van Furius Camillus, Palazzo Vecchio, Florence
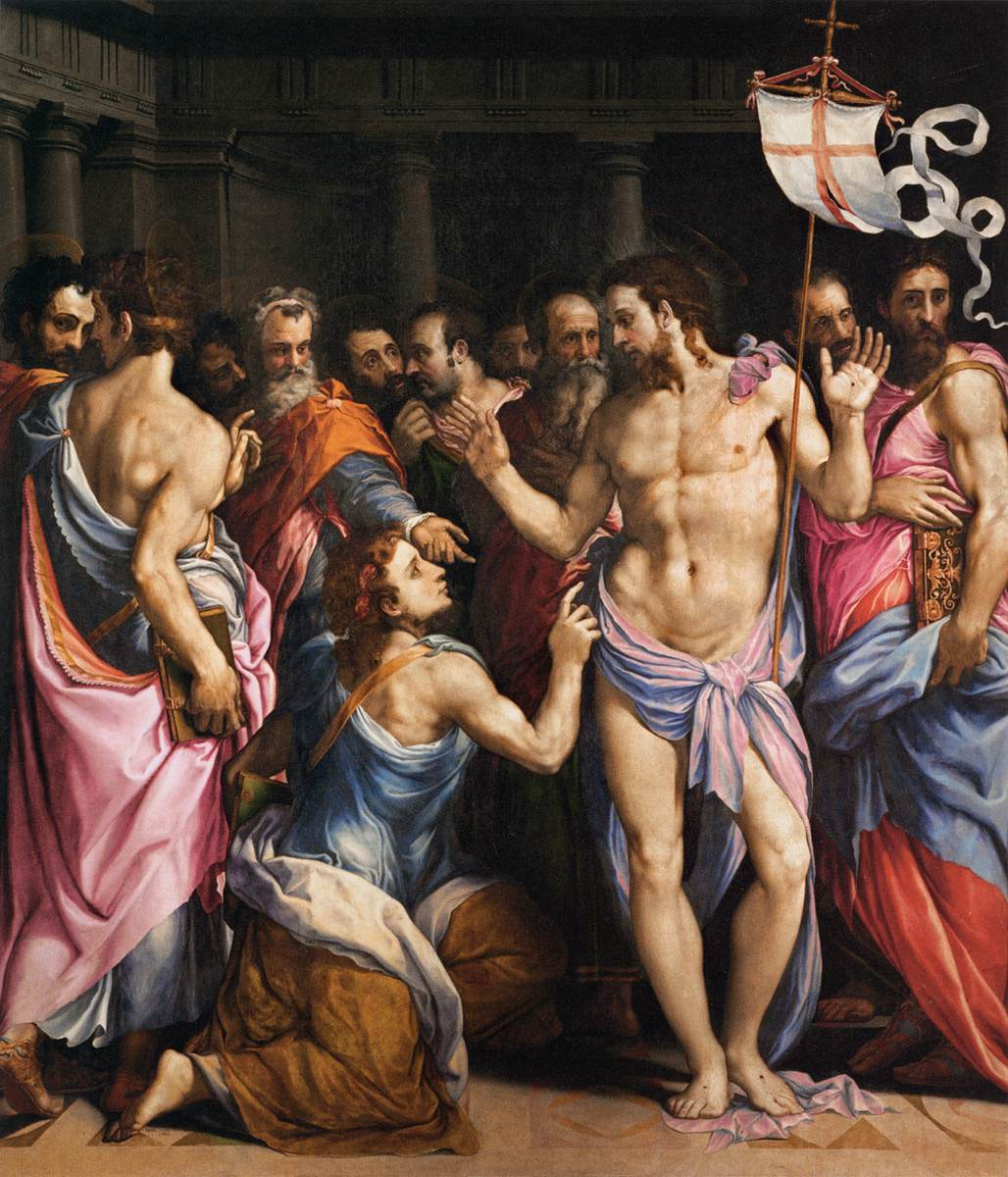
De ongelovige Thomas, Musée du Louvre, Parijs
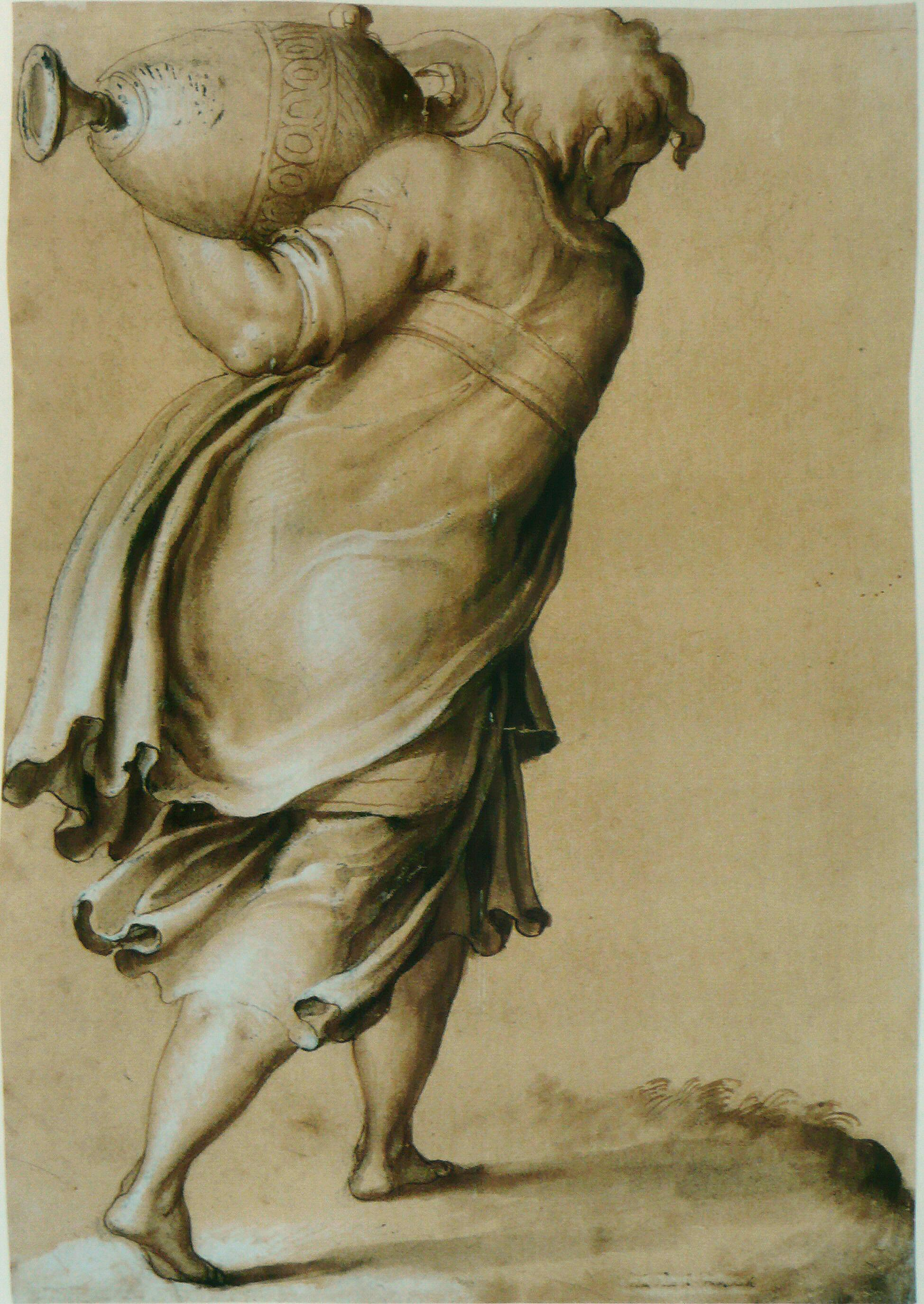
Figuurstudie, pen- en inkttekening, Musée des Beaux Arts , Marseille
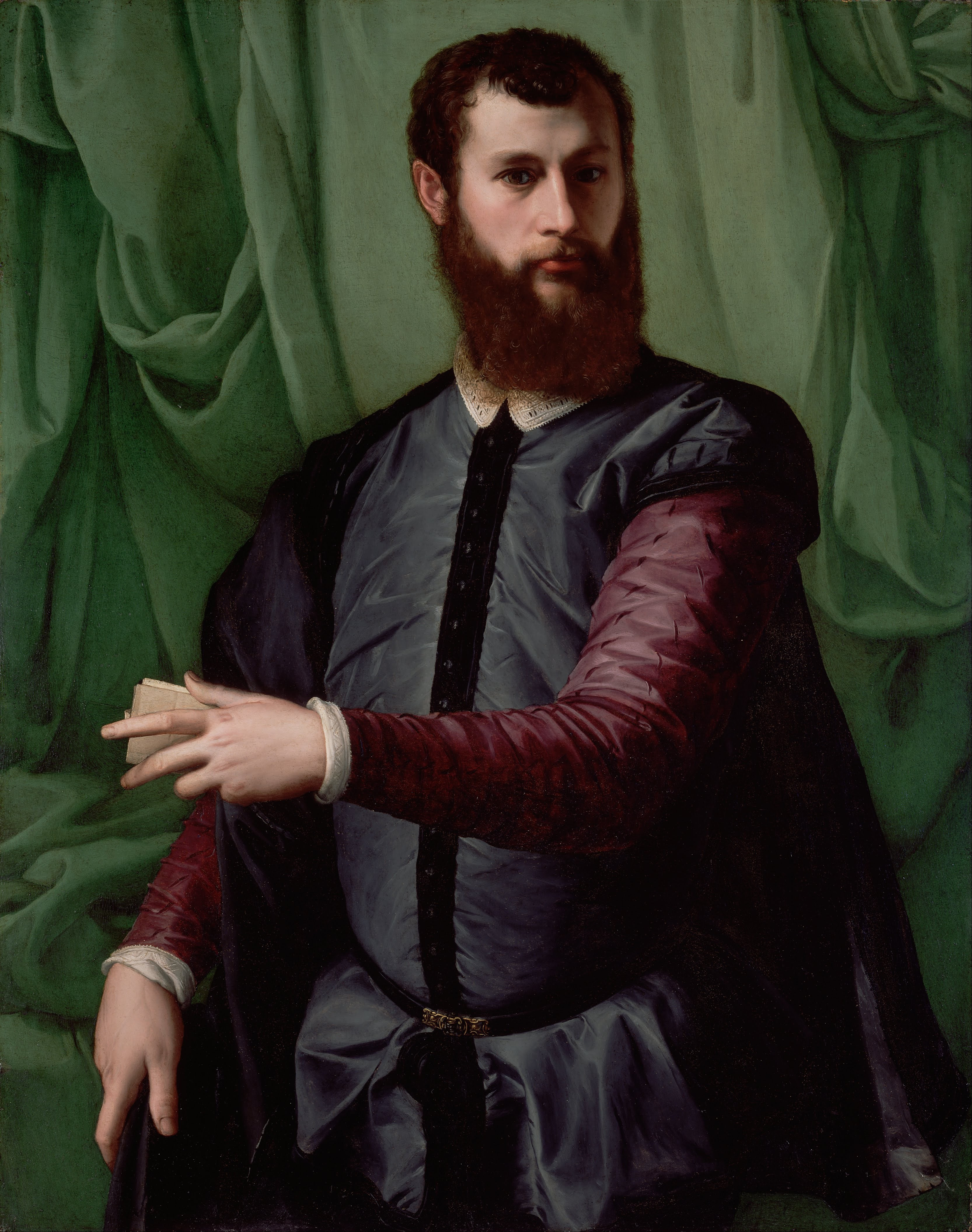
Mannelijk portret, Getty Museum

## Literatur
- Giorgio Vasari: Das Leben des Francesco Salviati und des Cristofano Gherardi. Komm. u. eingel. von Sabine Feser.  Berlin 2009. (Aus: Vasari, Le vite).
- Francesco Salviati ou la Bella Maniera. Hrsg. von Cathérine Monbeig Goguel. Ausstellungskat. Louvre, Paris 1998.
- Iris Hofmeister Cheney: Francesco Salviati (1510–1563). 4 Bde. Ph.D. thesis New York, New York University, Faculty of the Graduate School of Arts and Science, Department of Fine Arts 1963.

- Biblioteca Nacional de España: XX1282219
- Bibliothèque nationale de France: cb12412218f (data)
- CiNii: DA09440680
- Stuttgart Database of Scientific Illustrators 1450–1950: 7311
- Gemeinsame Normdatei: 118794280
- International Standard Name Identifier: 0000 0001 2120 9741
- KulturNav: f60f3119-4deb-48a4-9514-5093c27343fb
- Library of Congress Control Number: no93014332
- Nationale Bibliotheek van Israël: 987007429240305171
- Nederlandse Thesaurus van Auteursnamen: 071176934
- RKD-Nederlands Instituut voor Kunstgeschiedenis: 69471
- SNAC: w6hb0fh1
- Système universitaire de documentation: 03323535X
- Museum of New Zealand Te Papa Tongarewa: 2036
- Union List of Artist Names: 500002852
- Virtual International Authority File: 12395550
- WorldCat: E39PBJxRGtWmVDKXmd9tyr7JXd